# Prêtre du Ka
Dans la hiérarchie du clergé de l'Égypte antique, on trouve les prêtres du Ka (ḥm-kȝ).
Dès l'Ancien Empire, les besoins funéraires ont mené à la formation de structures économiques spécialement dédiées à l'affectation de biens aux défunts. L'organisation du culte, à l'origine, est à la charge du fils aîné. Cependant, très vite, l'exercice quotidien du culte a été confié à des prêtres professionnels, les « Serviteurs du Ka ». Les rites sont effectués par les prêtre-Ouâb, les « prêtres-purs » sous la supervision du prêtre du Ka.